# 大学読書人大賞
大学読書人大賞（だいがくどくしょじんたいしょう）とは2008年に「大学読書人大賞」実行委員会、及び出版文化産業振興財団により創設された文学賞である。

## 概要
日本国内の大学の文芸部、文芸サークルなどのノミネートと投票より選出され、大学生に最も読んでほしい本を選ぶことを目的とした文学賞である。
エントリー基準が通常の文学賞のような「発表年」では無く「刊行年」であるため、新訳や文庫化なども含まれ、更にジャンルを問わないため純文学、外国文学からノンフィクション、更には通常の文学賞では選考対象にはほとんどならないライトノベルまで含まれる。そのため第1回は、既にSFの古典とも言えるアーサー・C・クラークの『幼年期の終わり』（光文社古典新訳文庫）と、2007年三島由紀夫賞受賞作である佐藤友哉の『1000の小説とバックベアード』（新潮社）と、ライトノベルである田中ロミオの『人類は衰退しました』（ガガガ文庫）が同じ文学賞にノミネートされるという、通常の文学賞ならばまず見られない組み合わせとなった。

## 受賞作

### 第1回（2008年）
- 大賞 『幼年期の終わり』 - アーサー・C・クラーク （光文社古典新訳文庫）
- 2位 『1000の小説とバックベアード』 - 佐藤友哉 （新潮社）
- 3位 『塩の街』 - 有川浩 （メディアワークス）
- 4位 『青年のための読書クラブ』 - 桜庭一樹 （新潮社）
- 5位 『人類は衰退しました』 - 田中ロミオ （ガガガ文庫）

### 第2回（2009年）
- 大賞 『好き好き大好き超愛してる。』 - 舞城王太郎 （講談社文庫）
- 2位 『とある飛空士への追憶』 - 犬村小六 （ガガガ文庫）
- 3位 『ゼロ年代の想像力』 - 宇野常寛 （早川書房）
- 4位 『AURA』 - 田中ロミオ （ガガガ文庫）
- 5位 『容疑者Xの献身』 - 東野圭吾 （文藝春秋）
- 6位 『告白』 - 湊かなえ （双葉社）

### 第3回（2010年）
- 大賞 『夜は短し歩けよ乙女』 - 森見登美彦 （角川文庫）
- 2位 『植物図鑑』 - 有川浩 （角川書店）
- 3位 『1Q84』BOOK1・BOOK2 - 村上春樹 （新潮社）
- 4位 『あるキング』 - 伊坂幸太郎 （徳間書店）
- 5位 『ボトルネック』 - 米澤穂信 （新潮文庫）

### 第4回（2011年）
- 大賞 『天地明察』 - 冲方丁 （角川書店）
- 2位 『虐殺器官』 - 伊藤計劃 （ハヤカワ文庫）
- 3位 『告白』 - 湊かなえ （双葉文庫）
- 4位 『砂漠』 - 伊坂幸太郎 （新潮文庫）
- 5位　『これからの「正義」の話をしよう　いまを生き延びるための哲学』 - マイケル・サンデル （早川書房）
- 6位 『インシテミル』 - 米澤穂信 （文春文庫）

### 第5回（2012年）
- 大賞 『ハーモニー』 - 伊藤計劃 （ハヤカワ文庫）
- 2位 『馬たちよ、それでも光は無垢で』 - 古川日出男 （新潮社）
- 2位 『青年のための読書クラブ』 - 桜庭一樹 （新潮文庫）
- 4位 『図書館戦争』 - 有川浩 （角川文庫）
- 5位 『天帝のはしたなき果実』 - 古野まほろ （幻冬舎文庫）
- 6位 『ビブリア古書堂の事件手帖』 - 三上延 （メディアワークス文庫）

### 第6回（2013年）
- 大賞 『南極点のピアピア動画』 - 野尻抱介 （ハヤカワ文庫）
- 2位 『屍者の帝国』 - 伊藤計劃×円城塔 （河出書房新社）
- 2位 『倒立する塔の殺人』 - 皆川博子 （PHP文芸文庫）
- 4位 『いま集合的無意識を、』 - 神林長平 （ハヤカワ文庫）
- 5位 『さよならクリストファー・ロビン』 - 高橋源一郎 （新潮社）
- 6位 『ダークゾーン』 - 貴志祐介 （祥伝社）

### 第7回（2014年）
- 大賞 『マリアビートル』 - 伊坂幸太郎 （角川文庫）
- 2位 『富士学校まめたん研究分室』 - 芝村裕吏 （ハヤカワ文庫JA）
- 2位 『鳥葬　まだ人間じゃない』 - 江波光則 （ガガガ文庫）
- 4位 『こうしてお前は彼女にフラれる』 - ジュノ・ディアス （新潮社）
- 5位 『昨日まで不思議の校舎』 - 似鳥鶏 （創元推理文庫）

### 第8回（2015年）
- 大賞 『いなくなれ、群青』 - 河野裕 （新潮文庫nex）
- 2位 『ソロモンの偽証』 - 宮部みゆき （新潮社）
- 2位 『SF的な宇宙で安全に暮らすっていうこと』 - チャールズ・ユウ （早川書房）
- 4位 『都立桜の台高校帰宅部』 - 大野敏哉 （リンダブックス）
- 5位 『虚ろな十字架』 - 東野圭吾 （光文社）